# 평안남도 (일제강점기)

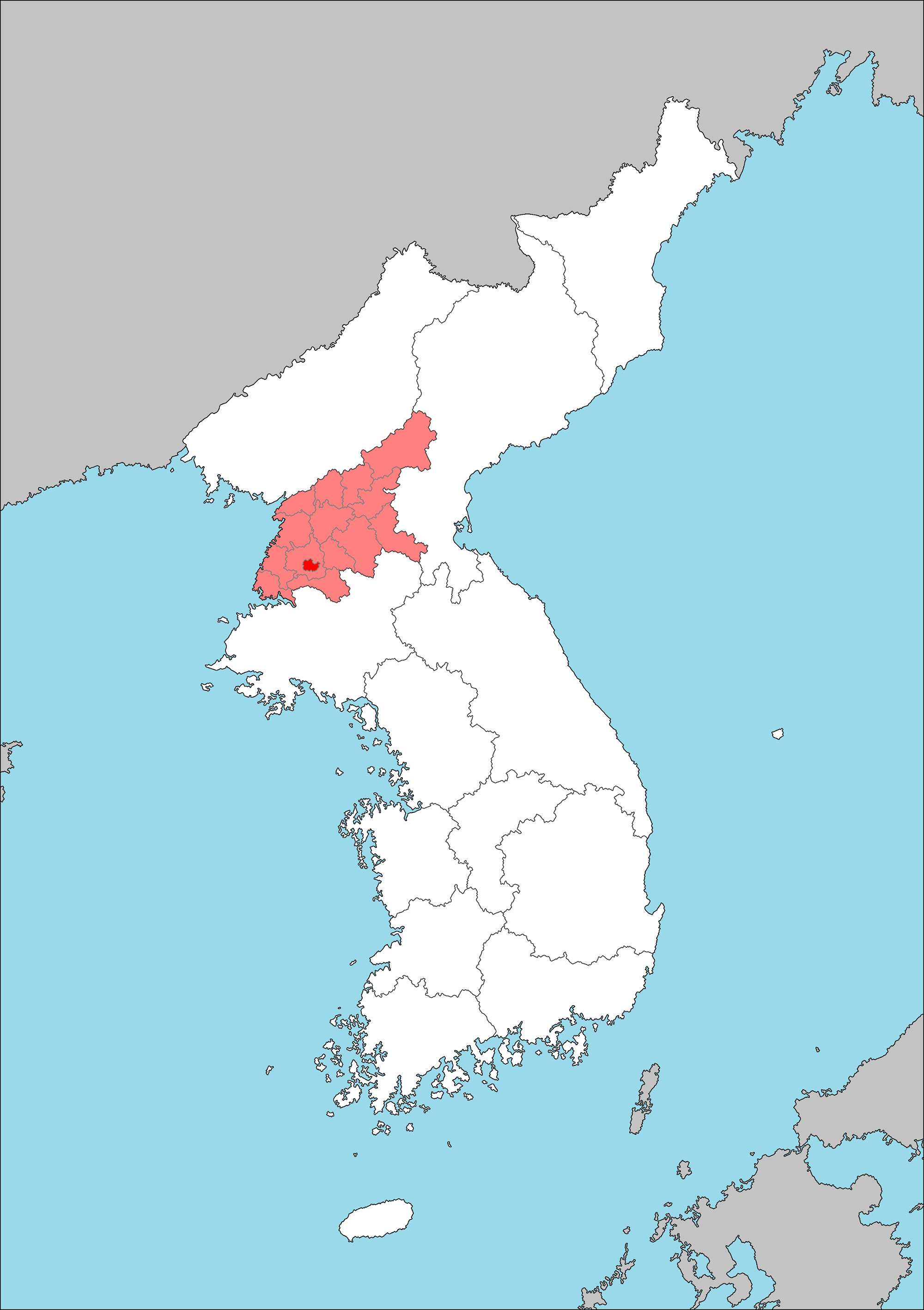
1945년의 평안남도.

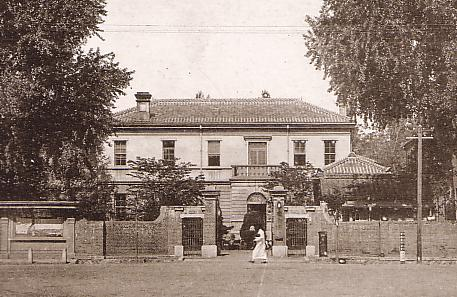
일제강점기 시대의 평안남도청 청사

평안남도(平安南道, 일본어: 平安南道, へいあんなんどう 헤이안난도[*])는 일제강점기였던 1910년부터 1945년까지 존재했던 행정 구역 가운데 하나로 도청 소재지는 평양부이며 면적은 14,939.25km2(1940년 당시 기준), 인구는 1,826,441명(1944년 당시 기준), 인구 밀도는 122.3명/km2이다. 현재의 조선민주주의인민공화국의 평안남도와 평양시, 남포시에 걸쳐 있었으며 2개 부, 14개 군을 관할했다.

## 인구
| 연도   | 인구        | 인구 그래프 | 비고 |
| ------ | ----------- | ----------- | ---- |
| 1925년 | 1,241,777명 |             |      |
| 1930년 | 1,331,705명 |             |      |
| 1935년 | 1,469,631명 |             |      |
| 1940년 | 1,662,316명 |             |      |
| 1944년 | 1,826,441명 |             |      |

1944년(쇼와 19년)에 실시된 인구 조사에서는 다음과 같은 인구가 분포했다.
- 전체 인구: 1,826,441명
  - 일본인: 50,715명
  - 조선인: 1,767,202명
  - 그 외의 민족: 8,524명

## 행정 구역
행정 구역은 1945년(쇼와 20년) 당시를 기준으로 한다.

### 부
- 평양부 (平壤府, 헤이조부)
- 진남포부 (鎭南浦府, 진난포부)

### 군
- 대동군 (大同郡, 다이도군)
  - 대동강면(大同江面), 추을미면(秋乙美面), 청룡면(靑龍面), 율리면(栗里面), 용연면(龍淵面), 남곶면(南串面), 고평면(古平面), 대보면(大寶面), 남형제산면(南兄弟山面), 용산면(龍山面), 금제면(金祭面), 재경리면(在京里面), 서천면(西川面), 부산면(斧山面), 용악면(龍岳面), 시족면(柴足面), 임원면(林原面)
- 순천군 (順川郡, 준센군)
  - 순천읍(順川邑), 선소면(仙沼面), 신창면(新倉面), 은산면(殷山面), 후탄면(厚灘面), 사인면(舍人面), 자산면(慈山面), 내남면(內南面), 북창면(北倉面)
- 맹산군 (孟山郡, 모산군)
  - 맹산면(孟山面), 동면(東面), 원남면(元南面), 학천면(鶴泉面), 봉인면(封仁面), 옥천면(玉泉面), 지덕면(智德面), 애전면(藹田面)
- 양덕군 (陽德郡, 요토쿠군)
  - 양덕읍(陽德邑), 쌍룡면(雙龍面), 화촌면(化村面), 오강면(吳江面), 온천면(溫泉面), 동양면(東陽面), 대륜면(大倫面)
- 성천군 (成川郡, 세이센군)
  - 성천면(成川面), 구룡면(九龍面), 숭인면(崇仁面), 대곡면(大谷面), 삼흥면(三興面), 능중면(陵中面), 통선면(通仙面), 영천면(靈泉面), 삼덕면(三德面), 쌍룡면(雙龍面), 사가면(四佳面), 대구면(大邱面)
- 강동군 (江東郡, 고토군)
  - 승호읍(勝湖邑), 강동면(江東面), 삼등면(三登面), 원탄면(元灘面), 고천면(高泉面), 봉진면(鳳津面)
- 중화군 (中和郡, 주와군)
  - 중화면(中和面), 동두면(東頭面), 풍동면(楓洞面), 수산면(水山面), 상원면(祥原面), 천곡면(天谷面), 간동면(看東面), 신흥면(新興面), 해압면(海鴨面), 양정면(楊井面), 당정면(唐井面)
- 용강군 (龍岡郡, 료코군)
  - 용강면(龍岡面), 지운면(池雲面), 오신면(吾新面), 다미면(多美面), 양곡면(陽谷面), 삼화면(三和面), 대대면(大代面), 신녕면(新寧面), 금곡면(金谷面), 귀성면(貴城面), 해운면(海雲面), 서화면(瑞和面), 용월면(龍月面)
- 강서군 (江西郡, 고세이군)
  - 강서면(江西面), 동진면(東津面), 잉차면(芿次面), 초리면(草里面), 보림면(普林面), 성암면(城岩面), 수산면(水山面), 함종면(咸從面), 신정면(新井面), 증산면(甑山面), 적송면(赤松面), 성태면(星台面), 반석면(班石面), 쌍룡면(雙龍面)
- 평원군 (平原郡, 헤이겐군)
  - 평원면(平原面), 공덕면(公德面), 동암면(東岩面), 순안면(順安面), 양화면(兩花面), 덕산면(德山面), 한천면(漢川面), 청산면(靑山面), 노지면(鷺池面), 용호면(龍湖面), 해소면(海蘇面), 서해면(西海面), 검산면(檢山面), 조운면(朝雲面), 숙천면(肅川面), 동송면(東松面)
- 안주군 (安州郡, 안슈군)
  - 안주읍(安州邑), 동면(東面), 운곡면(雲谷面), 대니면(大尼面), 용화면(龍花面), 입석면(立石面), 연호면(燕湖面), 신안주면(新安州面)
- 개천군 (价川郡, 가이센군)
  - 개천읍(价川邑), 중서면(中西面), 중남면(中南面), 봉동면(鳳東面), 조양면(朝陽面), 북면(北面)
- 덕천군 (德川郡, 도쿠센군)
  - 덕천면(德川面), 일하면(日下面), 풍덕면(豊德面), 성양면(城陽面), 잠도면(蠶島面), 잠상면(蠶上面)
- 영원군 (寧遠郡, 네이엔군)
  - 영원면(寧遠面), 영락면(永樂面), 태극면(太極面), 성룡면(成龍面), 대흥면(大興面), 소백면(小白面), 신성면(新城面), 덕화면(德化面), 온화면(溫和面)

## 역대 도지사
| 호적   | 이름                | 한자 표기   | 재임 기간                          | 비고                              |
| ------ | ------------------- | ----------- | ---------------------------------- | --------------------------------- |
| 내지인 | 마쓰나가 다케키치   | 松永 武吉   | 1910년 10월 1일 - 1916년 3월 28일  | 평안남도 장관                     |
| 내지인 | 구도 에이이치       | 工藤 英一   | 1916년 3월 28일 - 1919년 9월 26일  | 장관, 1919년 8월부터 평안남도지사 |
| 내지인 | 시노다 지사쿠       | 篠田 治策   | 1919년 9월 26일 - 1923년 2월 24일  |                                   |
| 내지인 | 요네다 진타로       | 米田 甚太郎 | 1923년 2월 24일 - 1926년 3월 8일   |                                   |
| 내지인 | 아오키 가이조       | 青木 戒三   | 1926년 3월 8일 - 1929년 1월 21일   |                                   |
| 내지인 | 소노다 히로시       | 園田 寛     | 1929년 1월 21일 - 1931년 9월 23일  |                                   |
| 내지인 | 후지와라 기조       | 藤原 喜蔵   | 1931년 9월 23일 - 1935년 4월 1일   |                                   |
| 내지인 | 야스타케 다다오     | 安武 直夫   | 1935년 4월 1일 - 1936년 5월 21일   |                                   |
| 내지인 | 가미우치 히코사쿠   | 上内 彦策   | 1936년 5월 21일 - 1938년 8월 18일  |                                   |
| 내지인 | 이시다 센타로       | 石田 千太郎 | 1938년 8월 18일 - 1941년 11월 19일 |                                   |
| 내지인 | 고 야스히코         | 高 安彦     | 1941년 11월 19일 - 1942년 6월 2일  |                                   |
| 내지인 | 시모이이자카 하지메 | 下飯坂 元   | 1942년 6월 2일 - 1944년 9월 20일   |                                   |
| 내지인 | 이사카 게이이치로   | 井坂 圭一良 | 1944년 9월 20일 - 1945년 5월 20일  |                                   |
| 내지인 | 후루카와 가네히데   | 古川 兼秀   | 1945년 6월 16일 - 1945년 8월 15일  | 광복                              |

## 같이 보기
- 한국의 행정 구역